# Nombre decimal periòdic
Els nombres decimals periòdics són aquells nombres en els quals la seva part decimal és inexacta i infinita, l'últim nombre no s'acaba mai. Els nombres decimals periòdics es representen afegint al període el símbol periòdic ({\displaystyle {\widehat {}}}). Amb els nombres decimals periòdics resulta impossible calcular operacions matemàtiques exactes, per tant s'ha de transformar el nombre en una fracció per després calcular-ne el resultat.
El nombre periòdic és un nombre racional caracteritzat per tenir un període (xifres que es repeteixen indefinidament) en la seva representació decimal. Aquest període pot ser un únic número, com en 1/3 = 0.  3  333 ..., o una sèrie de números, com a 1/7 = 0.  142857  142857 .... El període es pot expressar escrivint un arc sobre la xifra o conjunt de xifres en repetició, per exemple {\displaystyle 2/3=0,{\widehat {6}}}, amb més d'una xifra {\displaystyle 12/11=1,{\widehat {09}}} i amb un període no immediat després de la coma {\displaystyle 12/1100=0,01{\widehat {09}}}

## Fracció generatriu d'un nombre periòdic
Per fer una fracció igual a un nombre periòdic (fracció generatriu), primer cal diferenciar entre dos tipus:
- Nombre periòdic pur: Quan immediatament després de la coma hi ha una o més xifres periòdiques. Per obtenir una fracció d'aquests números, seguim aquests passos:
  - Imaginem que el nombre decimal, amb la seva xifra periòdica no ho és, així, multipliquem per 1 seguit de tants zeros com nombres decimals hagin quedat ({\displaystyle 65'{\widehat {7876}}}, quedaria així: {\displaystyle 657876'{\widehat {45}}}. Hem multiplicat aquest número per 10.000, després tornem a posar el període)
  - Fem una mena de resta:

{\displaystyle 10.000\ x-x=9.999\ x}
{\displaystyle 657.876'{\widehat {7876}}-65'{\widehat {7876}}=657.811}
Posem la xifra sense x  en el numerador i la xifra amb x  en el denominador, de manera que ens quedaria com fracció generatriu:
{\displaystyle {\frac {657.811}{9.999}}={\frac {59.801}{909}}}.
- Nombre periòdic mixt: Quan no immediatament després de la coma hi ha una o més xifres periòdiques. Per obtenir una fracció d'aquests números, seguim aquests passos:
  - Primer multipliquem per 1 seguit de tants zeros com nombres decimals hagi abans del primer número periòdic.
  - Després fem el mateix que amb el número periòdic mixt, multipliquem i ja tenim el número amb el que anem a treballar. Seria així:

{\displaystyle 6'6{\widehat {78}}}, primer multipliquem per 10 ({\displaystyle 66'{\widehat {78}}}), a continuació multipliquem el període per 100 ({\displaystyle 6678'{\widehat {78}}}). I repetim el mateix procés que amb l'exemple anterior, però amb una modificació, per a trobar el minuend de la "resta", multipliquem les 2 xifres seguides de zero (en aquest cas, 100 i 10) i després al resultat, li restem l' més petit (10). Pel que quedaria així:
{\displaystyle 1.000\ x-10\ x=990\ x}
{\displaystyle 6678'{\widehat {78}}-66'{\widehat {78}}=6612}
Igual que abans, posem la xifra sense x  en el numerador i la xifra amb x  en el denominador. Per tant, ens quedaria com fracció generatriu:
{\displaystyle {\frac {6.612}{990}}={\frac {1.102}{165}}}
- Una altra manera de fer aquest procediment de manera més senzilla és escrivint tots els dígits sense la coma decimal. En {\displaystyle 65'{\widehat {7876}}}, = 657876, a aquest nombre li restem la part del nombre no periòdica = 657876-65 (tot això seria el numerador, per al denominador posem un nou si és periòdic pur o un 90 si és periòdic mixt).
- Donada una fracció irreductible (és a dir, en la qual numerador i denominador són primers entre si i, per tant, no es pot simplificar més) és senzill saber si és periòdica pura, mixta o exacta, sense fer la divisió:
  - Si en descompondre el denominador en factors aquests són només el 2 i/o el 5, serà exacta:

Per exemple 7/20, com 20 = 2 * 2 * 5, serà exacta, en efecte és 7/20 = 0,35
Per exemple 7/25, com 25 = 5 * 5, serà exacta, en efecte és 7/25 = 0,28
  - Si en descompondre el denominador en factors aquests no contenen ni al 2 ni al 5, serà periòdica pura:

Per exemple 5/21, com 21 = 3 * 7, serà periòdica pura, en efecte és 5/21 = 0,238095 238095 238095 ....
  - Si en descompondre el denominador en factors aquests contenen al 2 i/o al 5, i a més algun altre factor, serà periòdica mixta:

Per exemple 5/42, com 42 = 2 * 3 * 7, serà periòdica mixta, en efecte és 5/42 = 0,1 190476 190476 190476 ....

## Com obtenir un nombre decimal periòdic
Primer de tot definim dos conceptes:
- Direm P al conjunt de xifres que es repeteixen, per exemple en 0,12312313, P valdrà 123
- Direm N al nombre de xifres de P, en l'exemple anterior seria 3.

Així, per obtenir el nombre 0,123123123... farem la següent operació:
{\displaystyle P/(10^{N}-1)}
En l'exemple anterior seria:
{\displaystyle 123/(10^{3}-1)=123/(1000-1)=123/999=0,123123123...}
Igual que un decimal recurrent, és un decimal en el que un dígit o un grup de dígits es repeteix infinites vegades. Qualsevol decimal periòdic es pot expressar sempre en la forma d'una fracció. Per tant, un decimal periòdic és un nombre racional.